# 吉川芳男
吉川 芳男（よしかわ よしお、1931年〈昭和6年〉10月25日 - 2018年〈平成30年〉4月6日）は、日本の政治家。自由民主党所属の参議院議員（3期）、労働大臣（68代）、参議院農林水産委員長などを務めた。

## 来歴・人物
新潟県新潟市出身。父の平一は元新潟市議。
早稲田大学第一政治経済学部卒業。新潟県議会議員を5期務め、副議長（第59代）にも就任した。1983年の参議院議員選挙に出馬し初当選。
自民党内では田中派に所属。1987年7月に竹下登らが経世会を結成した際は残留し、二階堂進らの二階堂グループに属した。1990年の衆院選で二階堂グループは解散状態に追い込まれるが、選挙翌日の同年2月19日、吉川の宏池会（宮澤喜一派）入りが内定した。
1988年12月、竹下改造内閣で科学技術政務次官に就任し、翌年の宇野内閣まで務めた。1990年、第2次海部改造内閣で法務政務次官に就任。1992年、参議院農林水産委員長に就任。
2000年7月、第2次森内閣の労働大臣として初入閣。同年に派閥領袖の加藤紘一が起こした加藤の乱には与せず、加藤派から独立した堀内派に参加した。
2001年1月、7月の第19回参議院議員通常選挙の自民党公認候補に決定したが、新進党から自民に入党した現職の長谷川道郎と第18回参議院議員通常選挙に自民党公認で立候補し落選した前職真島一男の公認・推薦を巡り自民党本部と新潟県連が対立。こうした中、同年3月、急病のため入院。4月、病気を理由に公認を辞退。政界引退となった。2001年、勲一等瑞宝章受章。
2018年4月6日、肺炎のため、新潟市内の病院で死去。86歳没。叙従三位。